# Списак носилаца заставе Србије и Црне Горе на Олимпијским играма
Ово је списак носилаца заставе Србије и Црне Горе на олимпијским играма.
Носиоци заставе носе националну заставу своје земље на церемонији отварања олимпијских игара.
| # | Година                       | Носилац        | Спорт          |
| - | ---------------------------- | -------------- | -------------- |
| 6 | 2006. Торино (зимске)        | Јелена Лоловић | Алпско скијање |
| 5 | 2004. Атина (летње)          | Дејан Бодирога | Кошарка        |
| 4 | 2002. Сот Лејк Сити (зимске) | Јелена Лоловић | Алпско скијање |
| 3 | 2000. Сиднеј (летње)         | Владимир Грбић | Одбојка        |
| 2 | 1998. Нагано (зимске)        | Марко Ђорђевић | Алпско скијање |
| 1 | 1996. Атланта (летње)        | Игор Милановић | Ватерполо      |